# Península de Kola

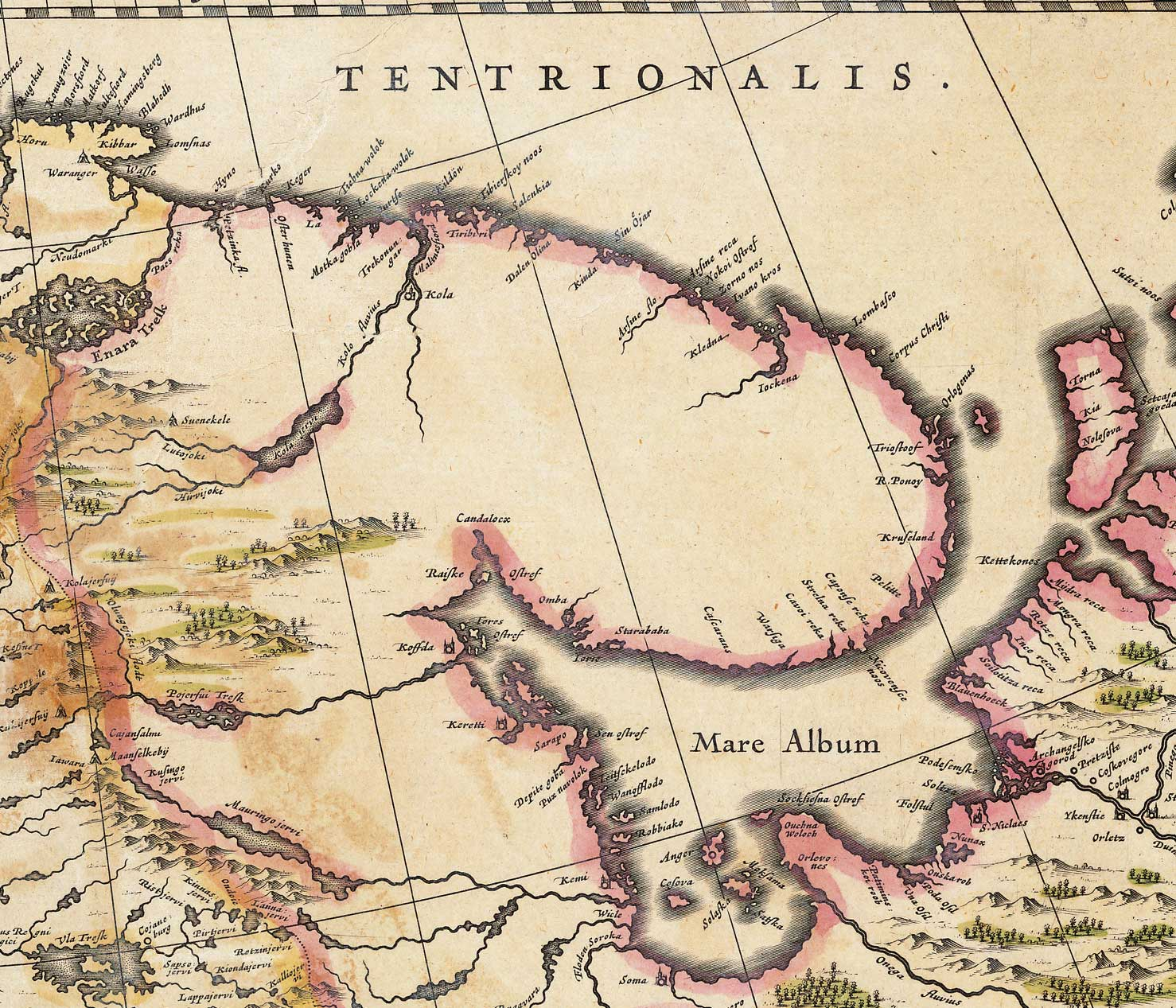
Mapa de la península de Kola i els mars circumdants, del Novus Atlas del cartògraf holandès Willem Janszoon Blaeu (1635).

La península de Kola (rus: Кольский полуостров, Kolski poluóstrov) és una península situada a l'extrem nord-occidental de Rússia i una de les més extenses d'Europa. Representa la major part del territori de l'óblast de Múrmansk. Es troba gairebé totalment per damunt del cercle polar àrtic i limita amb el mar de Barentsz al nord i el mar Blanc a l'est i el sud-est. La ciutat més poblada de la península, Múrmansk, té uns 300.000 habitants.
Els primers pobladors s'assentaren al nord de la península entre els mil·lennis vii i v aC. La resta del seu territori romangué deshabitada fins al mil·lenni iii aC, quan començaren a arribar-hi grups provinents del sud. Tanmateix, al mil·lenni i aC ja tan sols hi restaven els samis. La situació canvià al segle xii, quan els pomors russos descobriren els seus abundants recursos de caça i pesca. Poc després, els pomors foren seguits pels recaptadors d'impostos de la República de Nóvgorod i la regió fou incorporada gradualment a les seves terres, encara que la gent de Nóvgorod no hi establí poblacions permanents fins al segle xv.

## Història

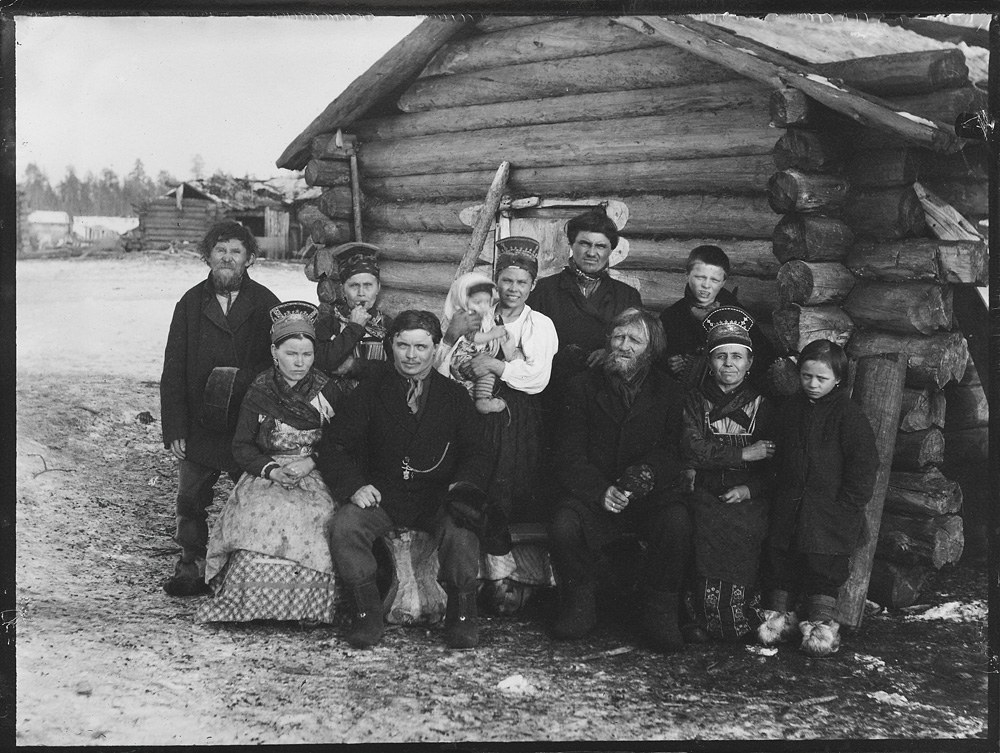
Família Skolt Sami a Prirechny/Suõʹnnjel/Suonikylä, 1903

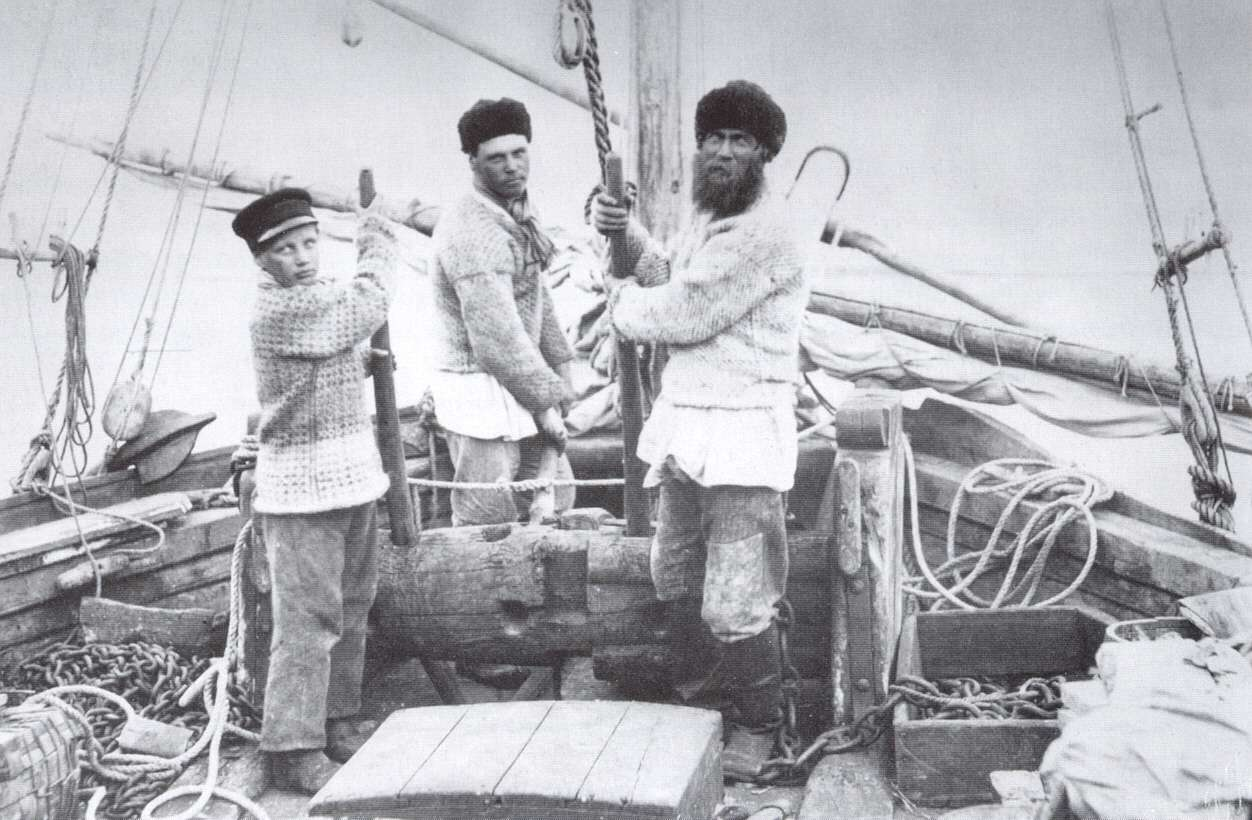
Els pomors eren colons russos, principalment de Nóvgorod, i els seus descendents que vivien a les costes del mar Blanc.

Els primers pobladors s'assentaren al nord de la península entre els mil·lennis vii i v aC. La resta del seu territori romangué deshabitada fins al mil·lenni iii aC, quan començaren a arribar-hi grups provinents del sud. Tanmateix, al mil·lenni i aC ja tan sols hi restaven els samis. L'illa Bolshoy Oleny a la badia de Kola al Mar de Barentsz és la ubicació d'un important jaciment arqueològic de l'edat del bronze on s'ha recuperat ADN antic.
A finals del 1r mil·lenni dC, la península va ser poblada només pel poble sami, que no tenia el seu propi estat, vivia en clans governats per ancians, i es dedicaven principalment a la ramaderia i la pesca. Al segle xii, els pomors russos de les costes de la badia d'Onega i dels trams baixos de la Dvina del Nord van descobrir la península i la seva riquesa de caça i peixos. Els Pomor organitzaven visites periòdiques de caça i pesca i van començar el comerç d'intercanvi amb els samis. També van anomenar la costa de la Mar Blanca de la península costa de Ter (Те́рский бе́рег ) o terra de Ter (Те́рская земля́ ).
A finals del segle xii, els Pomors van explorar tota la costa nord de la península i van arribar a Finnmark (una zona al nord de Noruega), fet que va obligar els noruecs a donar suport a una guàrdia naval en aquella zona. El nom que van donar els Pomor a la costa nord era Murman, una forma distorsionada de normand que significa "noruec".

### Novgorodians
Aviat van arribar cobradors de tributs de la República de Nóvgorod, i la península de Kola es va convertir gradualment en una part de les terres de Novgorod. Un tractat de 1265 de Yaroslav Yaroslavich amb Nóvgorod esmenta Tre Volost (волость Тре), que més tard també s'esmenta en altres documents datats fins al 1471. A més de Tre, els documents novgorodians dels segles XIII-XV també esmenten Kolo Volost, que limitava amb Tre aproximadament al llarg de la línia entre l'illa de Kildin i el cap de Turiy de la península de Turiy. Kolo Volost es trobava a l'oest d'aquesta línia, mentre que Tre estava situat a l'est.
Al segle xiii es va fer evident la necessitat de formalitzar la frontera entre la República de Novgorod i els països escandinaus. Els novgorodians, juntament amb els carelians que venien del sud, van arribar a la costa del que ara és el Districte de Petxenga i la part de la costa del fiord de Varanger prop del riu Jacob, que ara és una part de Noruega. La població sami es va veure obligada a pagar tribut. Els noruecs també estaven intentant prendre el control d'aquestes terres, donant lloc a conflictes armats. El 1251, un conflicte entre els carelians, els novgorodians i els servidors del rei de Noruega va portar a l'establiment d'una missió novgorodiana a Noruega. També l'any 1251 es va signar a Nóvgorod el primer tractat amb Noruega pel que fa a les terres sami i el sistema de recaptació de tributs, fent que el poble sami pagués tribut tant a Novgorod com a Noruega. Segons els termes del tractat, els novgorodians podien cobrar tributs dels sami fins al fiord de Lyngen a l'oest, mentre que els noruecs podien cobrar tributs al territori de tota la península de Kola excepte a la part oriental de la costa de Ter. El tractat de 1251 no va establir fronteres estatals.

Mapa dels principats russos el 1237

El tractat va portar a un breu període de pau, però els conflictes armats es van reprendre poc després. Les cròniques documenten els atacs dels novgorodians i els carelians a Finnmark i al nord de Noruega ja l'any 1271, i van continuar fins al segle XIV. La frontera oficial entre les terres de Novgorod i les terres de Suècia i Noruega es va establir pel Tractat de Nöteborg l'agost. 12, 1323. El tractat es va centrar principalment en la frontera de l'istme de Carèlia i la frontera al nord del Llac Làdoga.
Un altre tractat que tractava les qüestions de les fronteres del nord va ser el Tractat de Novgorod signat amb Noruega el 1326, que va posar fi a les dècades de les escaramusses frontereres entre Noruega i Novgorod a Finnmark. Segons els termes d'aquest tractat, Noruega va renunciar a totes les reclamacions sobre la península de Kola. El tractat no abordava la situació amb el poble sami pagant homenatge tant a Noruega com a Novgorod, i la pràctica va continuar fins a 1602. Tot i que el tractat de 1326 no va definir la frontera en detall, va confirmar la demarcació de la frontera de 1323, que va romandre més o menys sense canvis durant els sis-cents anys següents, fins al 1920.
Al segle xv, els novgorodians van començar a establir assentaments permanents a la península. Umba i Varzuga, els primers assentaments permanents documentats dels novgorodians, es remunten al 1466. Amb el temps, totes les zones costaneres a l'oest del riu Pyalitsa s'havien assentat, creant un territori on la població era majoritàriament novgorodiana. Administrativament, aquest territori es va dividir en Varzuzhskaya i Umbskaya Volosts, que eren governats per un possàdnik de la zona de la Dvinà Septentrional. La República de Nóvgorod va perdre el control d'aquests dos volosts al Gran Ducat de Moscou després de la batalla de Shelon el 1471, i la mateixa república va deixar d'existir el 1478 quan Ivan III de Moscou va prendre la ciutat de Novgorod. Tots els territoris de Novgorod, inclosos els de la península de Kola, van passar a formar part del Gran Ducat de Moscou.
La República de Novgorod va perdre el control de la península davant el Gran Ducat de Moscou el 1471, però la migració russa no es va aturar. Durant el segle XVI es van establir uns quants assentaments nous i els samis i els pomors van ser obligats a servitud a Rússia. A la segona meitat del segle xvi, la península es va convertir en un objecte de disputa entre el Tsarat Rus i el Regne de Dinamarca i Noruega, que va donar lloc a l'enfortiment de la posició russa. A finals del segle XIX, la població indígena sami s'havia vist forçada majoritàriament al nord pels russos, així com pels nouvinguts Izhma Komi i l'anomenat poble Yaran, que van emigrar aquí per escapar d'una epidèmia de malaltia dels rens al seu país, al sud-est del Mar Blanc. El centre administratiu i econòmic original de la zona era Kola, situat a l'estuari del riu Kola a la badia de Kola. El 1916 es va fundar Romanov-na-Murmane (actual Múrmansk) i ràpidament es va convertir en la ciutat i el port més gran de la península.

### Assentament rus

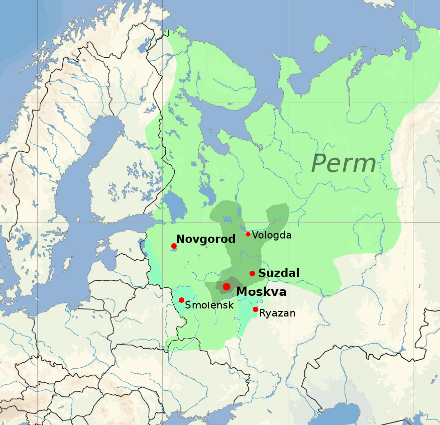
Territori adquirit el 1505 sota Ivan III de Moscou

La migració russa a la península va continuar al segle xvi, quan es van establir nous assentaments com Kandalakxa i Porya-Guba. Kola va ser esmentat per primera vegada l'any 1565. A finals del segle xv, els pomors i els samis van ser obligats a la servitud, sobretot pels monestirs. Les votxines del monestir es van expandir molt durant el segle xvii, però van ser abolides el 1764, quan tots els camperols de la península de Kola es van convertir en camperols estatals.
A la segona meitat del segle xvi, el rei Frederic II de Dinamarca va exigir que el Tsarat Rus cedís la península. Rússia es va negar, i per tal d'organitzar defenses adequades va establir la posició d'un Voivoda. El voivoda es va situar a Kola, que es va convertir en el centre administratiu de la regió. Abans d'això, les tasques administratives eren realitzades pels recaptadors d'impostos de Kandalaksha. La recent creació de Kolsky Uyezd cobria la major part del territori de la península (a excepció de Varzuzhskaya i Umbskaya Volosts, que formaven part de Dvinsky Uyezd), així com la part nord de Carèlia fins a Lendery.
Malgrat l'activitat econòmica, l'assentament permanent de la península no es va intensificar fins a la Dècada de 1860 i fins i tot llavors es va mantenir esporàdic fins al 1917 La població de Kola el 1880, per exemple, només era d'uns 500 habitants que viuen en 80 llars, enfront de 1.900 habitants en 300 llars que hi vivien el 1582. Les instal·lacions de transport eren pràcticament inexistents i la comunicació amb la resta de Rússia irregular. El 1887 es va produir una afluència d'izhma komis i enets que emigraven a la península per escapar d'una epidèmia de malaltia dels rens a les seves terres d'origen i van portar els seus grans ramats de cérvols amb ells, donant lloc a una major competència per les terres de pastura, un conflicte entre els komi i els nenets i en la marginació de la població sami local. A finals del segle XIX, la població sami s'havia vist forçada majoritàriament al nord, i els russos d'ètnia s'havien instal·lat al sud de la península.
L'any 1894, la península va ser visitada pel ministre rus de Finances, que es va convencer del potencial econòmic de la regió. En conseqüència, l'any 1896 es va estendre una línia telefònica i una línia telegràfica fins a Kola, millorant la comunicació amb el continent. També es va plantejar la possibilitat de construir un ferrocarril, però en aquell moment no es va fer cap acció. També el 1896 es va fundar Alexandrovsk (avui Poliarni), i va créixer de mida tan ràpidament que se li va concedir l'estatus de ciutat el 1899; Kolsky Uyezd va ser aleshores rebatejat com a Alexandrovsky.
Durant la Primera Guerra Mundial, la península encara poc desenvolupada es va trobar de sobte en una posició estratègica, ja que la comunicació entre Rússia i els aliats es va tallar i els ports lliures de gel de la costa de Murman van continuar sent l'únic mitjà per enviar els subministraments de guerra a l'est. El març de 1915, la construcció del ferrocarril es va precipitar, i el ferrocarril es va inaugurar ràpidament el 1916, tot i que només estava parcialment acabat i mal construït. El 1916 es va fundar Romanov-na-Murmane (l'actual Múrmansk) com a punt terminal del nou ferrocarril; la ciutat va créixer ràpidament fins a fer-se la més gran de la península.

### Època soviètica i moderna

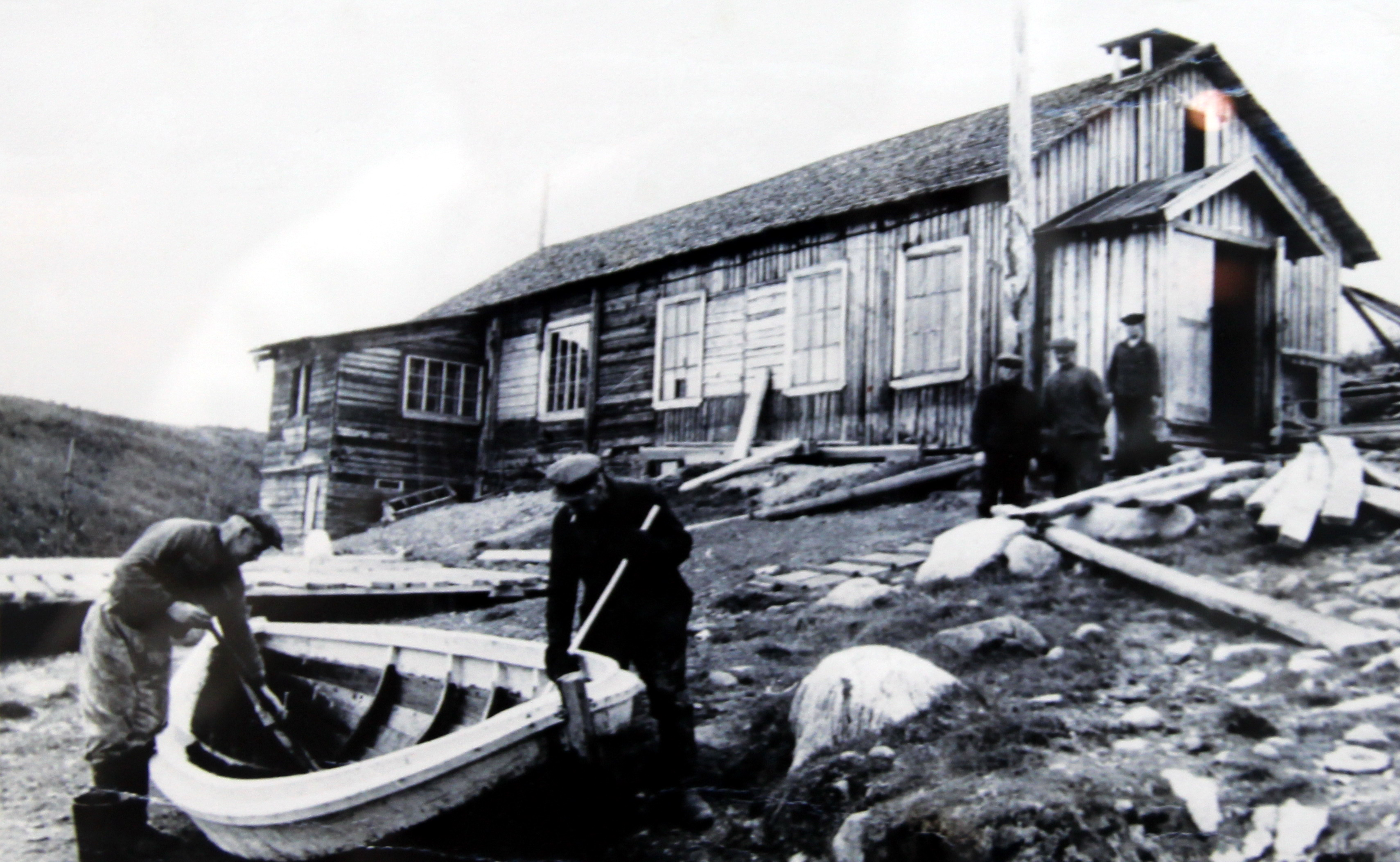
Assentament noruec a Kola, dècada del 1930

El poder soviètic es va establir al territori de la península el 9 de novembre de 1917, però el territori va ser ocupat per les forces dels aliats de Rússia abans de la guerra el març de 1918-març de 1920. Alexandrovski Uyezd va ser transformat en la governació de Múrmansk pel govern soviètic el juny de 1921. L'1 d'agost de 1927, el Comitè Executiu Central de Totes les Rússies (VTsIK) va emetre dues resolucions: Sobre l'establiment de l'oblast de Leningrad i Sobre les fronteres i la composició dels districtes de l'oblast de Leningrad, segons les quals la governació de Múrmansk es va transformar en Múrmansk. Okrug (que estava dividit en sis districtes) i inclòs a l'Oblast de Leningrad. Aquest acord va existir fins al 28 de mang de 1938, quan l'Ókrug es va separar de l'oblast de Leningrad, es va fusionar amb el districte de Kandalakshski de l'ASSR de Carelia i es va transformar en l'oblast modern de Múrmansk.
En conjunt, el període soviètic va veure un augment important de la població (799.000 el 1970 enfront de 15.000 el 1913), tot i que la major part de la població es va mantenir concentrada a les localitats urbanes al llarg dels ferrocarrils i la costa del mar. La majoria dels territoris poc poblats fora de les zones urbanitzades s'utilitzaven per a la ramaderia de cérvols. Entre 1920 i 1940, es van establir la ciutat de Kírovsk i uns quants assentament de tipus urbà a la península.
Els samis van ser sotmesos a una col·lectivització forçada, amb més de la meitat dels seus ramats de rens col·lectivitzats entre 1928 i 1930. A més, les pràctiques tradicionals de ramaderia sami es van eliminar gradualment a favor de l'enfocament Komi més rendible econòmicament, que posava èmfasi en els assentaments permanents per sobre del pasturatge lliure. Com que la cultura sami està fortament lligada a les pràctiques ramaderes, això va provocar que el poble sami perdés gradualment la seva llengua i els seus coneixements tradicionals de ramaderia. La majoria dels samis es van veure obligats a establir-se al poble de Lovozero, que es va convertir en el centre cultural del poble sami a Rússia. Els samis que es resistien a la col·lectivització eren sotmesos a treballs forçats o la mort. Diverses formes de repressió contra els sami van continuar fins a la mort de Stalin el 1953. A la dècada del 1990, el 40% dels samis vivien en zones urbanitzades, encara que uns quants pasturaven rens a gran part de la regió.
Els samis no van ser els únics objecte de repressions. Milers de persones van ser enviades a Kola entre els anys 1930 i 1950, i el 2007 més de dues mil persones —descendents dels enviats allà per la força— encara viuen a la península. Una part important de la gent deportada a Kola eren camperols del sud de Rússia sotmesos a deskulakització. Sovint s'utilitzava mà d'obra presonera en la construcció de noves fàbriques i per a la dotació de les que estaven en funcionament: l'any 1940, per exemple, tot el complex miner metal·lúrgic de Severonikel es va cedir al sistema NKVD.

## Geografia
La frontera occidental de la península de Kola s'estén al llarg del meridià des del golf de Kola a través del llac Imandra, el llac Kola i el riu Niva fins al golf de Kandalakxa. El cercle polar àrtic travessa el sector meridional de la península. Amb una superfície aproximada de 140.000 km², està constituïda per roques antigues, prolongació de l'escut Bàltic, on dominen els granits i gneis del precambrià, fracturats per falles i estries que donen lloc a blocs aixecats (horst) i fosses tectòniques. La major altitud s'assoleix al pic Casnacorr (1.191 msnm), al centre-oest de la península. El litoral septentrional, més elevat, presenta un paisatge de penya-segats, cap al sud, el territori descendeix esglaonadament fins a la baixa i pantanosa àrea costanera entorn de la localitat i la badia de Kandalakxa. Els sòls són prims i estan molt poc desenvolupats. Hi ha nombrosos llacs i pantans escampats per tot el territori peninsular, i els rius formen ràpids, alguns dels quals s'exploten per al seu aprofitament hidroelèctric.
A l'oest de la península es troben dues serralades: el massís de Khibini i la tundra de Lovózero.

## Clima
El clima és rigorós, amb temperatures molt baixes i un predomini de la tundra, excepte al sud, per on s'estén la taiga i poden trobar-se uns quants boscos de bedolls (Betula), avets (Abies) i pins. La termografia corresponent a Kandalakxa, denota la manca d'urbanització que generaria l'illa de calor.

## Economia
L'economia de la regió es basa en l'explotació dels seus importants jaciments minerals, que es troben principalment al massís de Khibini. La població es concentra a la costa, gran part d'ella dedicada a la pesca. A l'interior, alguns lapons crien rens, i, a l'extrem sud, part dels habitants centren la seva activitat en l'explotació dels boscos i treballs en fusta.

## Curiositats
La península de Kola és una de les localitzacions dels llibres Artemis Fowl: The Arctic Incident i Skeleton Key. També s'hi troba el pou superprofund de Kola, el pou més profund del món, amb més de 12.000 metres de profunditat.